# Autostrada A1 (Polska)
Autostrada A1, Autostrada Bursztynowa – częściowo płatna autostrada w Polsce leżąca w ciągu międzynarodowej trasy E75, leżąca w VI transeuropejskim korytarzu transportowym. Po rezygnacji z budowy autostrady A3 wzdłuż zachodniej granicy kraju, A1 jest jedyną polską autostradą o przebiegu południkowym.
Trasa łączy bezpośrednio Trójmiasto, Toruń, Łódź i Górnośląski Okręg Przemysłowy.
Autostrada prowadzi przez Grudziądz, Toruń, Włocławek, Łódź, Piotrków Trybunalski, Częstochowę, Pyrzowice oraz Gliwice. Trasa kończy się na granicy z Czechami w Gorzyczkach. W węźle Łódź Północ (d. nazwa Stryków I), na północ od Łodzi, krzyżuje się z autostradą A2. Na węźle Gliwice-Sośnica przecina autostradę A4, zaś na granicy państwowej w okolicy Wodzisławia Śląskiego i czeskiego Bogumina łączy się z czeską autostradą D1. Z drogą krajową nr 91 autostrada A1 krzyżuje się na trzech węzłach – Nowe Marzy, Kowal oraz Tuszyn.

## Istniejące odcinki
Istniejącymi fragmentami autostrady są odcinki:
| Odcinek                                                      | Długość  | Lata budowy                    | Koszty budowy                     | Średni koszt km                | Otwarcie                                       | Uwagi             |
| ------------------------------------------------------------ | -------- | ------------------------------ | --------------------------------- | ------------------------------ | ---------------------------------------------- | ----------------- |
| węzeł Rusocin – węzeł Swarożyn                               | 025 km   | 2005–2007                      | 2 mld złotych (520 mln euro)      | 22 mln / km                    | 22 grudnia 2007                                | płatne            |
| węzeł Swarożyn – węzeł Nowe Marzy                            | 065 km   | 2005–2008                      | 2 mld złotych (520 mln euro)      |                                | 17 października 2008                           | płatne            |
| węzeł Nowe Marzy – węzeł Toruń-Południe                      | 062,4 km | 2008–2011                      | 3,07 mld złotych (730 mln euro)   | 49 mln zł / km                 | 14 października 2011                           | płatne            |
| węzeł Toruń-Południe – węzeł Włocławek-Zachód                | 045 km   | 2010–2013                      |                                   |                                | 21 grudnia 2013                                | obecnie bezpłatne |
| węzeł Włocławek-Zachód – węzeł Kowal                         | 019 km   | 2010–2014                      |                                   |                                | 30 kwietnia 2014                               | obecnie bezpłatne |
| węzeł Kowal – węzeł Sójki                                    | 030 km   | 2010–2012                      | 800 mln złotych (191 mln euro)    | 27 mln zł / km                 | 13 listopada 2012                              | obecnie bezpłatne |
| węzeł Sójki – węzeł Kotliska                                 | 015,2 km | 2010–2012                      | 542 mln złotych (129 mln euro)    | 36 mln zł / km                 | 13 listopada 2012                              | obecnie bezpłatne |
| węzeł Kotliska – węzeł Piątek                                | 009 km   | 2010–2012                      | 512 mln złotych (122 mln euro)    | 57 mln zł / km                 | 13 listopada 2012                              | obecnie bezpłatne |
| węzeł Piątek – Łódź Północ                                   | 021 km   | 2010–2012                      | 569 mln złotych (136 mln euro)    | 27 mln zł / km                 | 13 listopada 2012                              | obecnie bezpłatne |
| Łódź Północ                                                  | 04,9 km  | 2010–2011                      | 307 mln złotych (73 mln euro)     | 63 mln zł / km                 | 3 czerwca 2012                                 | obecnie bezpłatne |
| węzeł Łódź Północ – węzeł Tuszyn                             | 040 km   | 2010–2016                      | 1,16 mld złotych (290 mln euro)   | 29 mln zł / km                 | 1 lipca 2016                                   | obecnie bezpłatne |
| węzeł Tuszyn – węzeł Piotrków Trybunalski-Zachód             | 017,5 km | 1978–1989 przebudowa 2019–2021 | –                                 | –                              | 18 grudnia 1989 grudzień 2021 (po przebudowie) | obecnie bezpłatne |
| węzeł Piotrków Trybunalski Zachód – węzeł Częstochowa Północ | 080 km   | 2018-2023                      |                                   |                                | kwiecień 2023                                  | obecnie bezpłatne |
| węzeł Częstochowa Północ – węzeł Częstochowa Blachownia      | 020,3 km | 2015–2019                      |                                   |                                | 23 grudnia 2019                                | obecnie bezpłatne |
| węzeł Częstochowa Blachownia – węzeł Częstochowa Południe    | 04,7 km  | 2015–2019                      | 219 mln zł                        | 47 mln zł / km                 | 2 sierpnia 2019                                | obecnie bezpłatne |
| węzeł Częstochowa Południe – Pyrzowice                       | 033 km   | 2015–2019                      |                                   |                                | 2 sierpnia 2019                                | obecnie bezpłatne |
| węzeł Pyrzowice – węzeł Piekary Śląskie                      | 016,1 km | 2009–2012                      | 1,83 mld złotych (436 mln euro)   | 114 mln zł / km                | 1 czerwca 2012                                 | obecnie bezpłatne |
| węzeł Piekary Śląskie – węzeł Zabrze Północ                  | 012,0 km | 2009–2012                      | 1,26 mld złotych (300 mln euro)   | 63 mln zł / km                 | 1 czerwca 2012                                 | obecnie bezpłatne |
| węzeł Zabrze-Północ – węzeł Gliwice Wschód                   | 008,1 km | 2009–2011                      | 1,26 mld złotych (300 mln euro)   |                                | 22 grudnia 2011                                | obecnie bezpłatne |
| węzeł Gliwice-Wschód – węzeł Gliwice Sośnica                 | 006,0 km | 2009–2011                      | 1,1 mld złotych (260 mln euro)    | 183 mln zł / km                | 30 września 2011                               | obecnie bezpłatne |
| węzeł Gliwice Sośnica                                        | 002,2 km | 2007–2010                      | 853 mln złotych (215 mln euro)    | 388 mln zł / km                | 7 lipca 2010                                   | obecnie bezpłatne |
| węzeł Gliwice Sośnica – węzeł Rybnik                         | 015,4 km | 2007–2009                      | 827 mln złotych (208 mln euro)    | 54 mln zł / km                 | 23 grudnia 2009                                | obecnie bezpłatne |
| węzeł Rybnik – węzeł Żory                                    | 007,5 km | 2008–2010                      | 1,1 mld złotych (268 mln euro)    | 78 mln zł / km                 | 15 grudnia 2010                                | obecnie bezpłatne |
| węzeł Żory – węzeł Świerklany                                | 006,6 km | 2008–2011                      | 1,1 mld złotych (268 mln euro)    |                                | 21 kwietnia 2011                               | obecnie bezpłatne |
| węzeł Świerklany – węzeł Mszana                              | 007,2 km | 2008-2014                      | ? mln złotych (? mln euro)        | ? mln zł / km                  | 23 maja 2014                                   | obecnie bezpłatne |
| węzeł Mszana – Gorzyczki (PL/CZ)                             | 011,1 km | 2007–2012                      | (patrz niżej)                     | ? mln zł / km                  | 30 listopada 2012                              |                   |
| razem                                                        | 504,2 km |                                | 14,77 mld złotych (3,59 mld euro) | 33 mln zł / km 8 mln euro / km |                                                |                   |

## Węzły z autostradami i drogami ekspresowymi
| Nazwa                         | Drogi           | Miejscowość                     | Schemat | Typ                                            | Wiadukty | Otwarto                                |
| ----------------------------- | --------------- | ------------------------------- | ------- | ---------------------------------------------- | -------- | -------------------------------------- |
| Toruń Południe                | S10             | Toruń – Czerniewice             |         | trąbka                                         | 1        | 2011                                   |
| Włocławek Północ              | S10             | Brzezie                         |         | trąbka                                         |          |                                        |
| Łódź Północ                   | A2E30           | Stryków                         |         | mieszany (koniczynka-turbina)                  | 12       | 2011                                   |
| Łódź Południe                 | S8E67 S12       | Tuszyn                          |         | mieszany (trąbka-gruszka)                      | 3        | 2016                                   |
| Piotrków Trybunalski Zachód   | S8E67 74        | Piotrków Trybunalski            |         | Gruszka                                        | 1        | 1989, 24 czerwca 2022 (po przebudowie) |
| Piotrków Trybunalski Rokszyce | S12             | Rokszyce – Piotrków Trybunalski |         |                                                |          |                                        |
| Pyrzowice                     | S1E75           | Pyrzowice                       |         | pół koniczynki(planowana cała koniczynka)      | 2        | 2012                                   |
| Piekary Śląskie               | S11             | Piekary Śląskie                 |         |                                                |          |                                        |
| Gliwice Sośnica               | A4E40 44 88 902 | Gliwice                         |         | mieszany (koniczynka i 3/4 koniczynki, trąbka) | 11       | 23 grudnia 2009                        |

## Opłaty
| Odcinek                                   | Zarządca                                      | Ręczny pobór opłat                   | Ręczny pobór opłat                    | Elektroniczny pobór opłat (≥3,5 t, autobusy)                                                                    |
| Odcinek                                   | Zarządca                                      | Stan                                 | Data wprowadzenia                     | Elektroniczny pobór opłat (≥3,5 t, autobusy)                                                                    |
| ----------------------------------------- | --------------------------------------------- | ------------------------------------ | ------------------------------------- | --- |
| Rusocin – Swarożyn                        | Gdańsk Transport Company                      | system zamknięty                     | 20 lutego 2008                        | od 1 lipca 2019 (dla wszystkich pojazdów oprócz jednośladów jako alternatywna forma poboru opłat)- Videotolling |
| Swarożyn – Nowe Marzy                     | Gdańsk Transport Company                      | system zamknięty                     | 6 stycznia 2009                       | od 1 lipca 2019 (dla wszystkich pojazdów oprócz jednośladów jako alternatywna forma poboru opłat)- Videotolling |
| Nowe Marzy – Toruń Południe               | Gdańsk Transport Company                      | system zamknięty                     | 11 lutego 2012                        | od 1 lipca 2019 (dla wszystkich pojazdów oprócz jednośladów jako alternatywna forma poboru opłat)- Videotolling |
| Toruń Południe – Włocławek Zachód         | Generalna Dyrekcja Dróg Krajowych i Autostrad | przystosowany do systemu zamkniętego |                                       | od 1 września 2014                                                                                              |
| Włocławek Zachód – Kowal                  | Generalna Dyrekcja Dróg Krajowych i Autostrad | przystosowany do systemu zamkniętego | od 1 października 2014                | |
| Kowal – Kutno Wschód                      | Generalna Dyrekcja Dróg Krajowych i Autostrad | przystosowany do systemu zamkniętego | od 31 października 2013               | |
| Kutno Wschód – Łódź Północ                | Generalna Dyrekcja Dróg Krajowych i Autostrad | przystosowany do systemu zamkniętego | od 12 stycznia 2013                   | |
| Łódź Północ – Tuszyn                      | Generalna Dyrekcja Dróg Krajowych i Autostrad | przystosowany do systemu zamkniętego | od 1 października 2016                | |
| Tuszyn – Piotrków Trybunalski Południe    | Generalna Dyrekcja Dróg Krajowych i Autostrad | przystosowany do systemu zamkniętego | od 1 lipca 2011                       | |
| Piotrków Trybunalski Południe – Pyrzowice | Generalna Dyrekcja Dróg Krajowych i Autostrad | przystosowany do systemu zamkniętego | planowany/do decyzji koncesjonariusza | |
| Pyrzowice – Gliwice Wschód                | Generalna Dyrekcja Dróg Krajowych i Autostrad | przystosowany do systemu zamkniętego | od 12 stycznia 2013                   | |
| Gliwice Wschód – Gliwice Sośnica          | Generalna Dyrekcja Dróg Krajowych i Autostrad | nieprzystosowany                     | od 12 stycznia 2013                   | – |
| Gliwice Sośnica – Świerklany              | Generalna Dyrekcja Dróg Krajowych i Autostrad | przystosowany do systemu zamkniętego |                                       | od 1 lipca 2011                                                                                                 |
| Świerklany – Gorzyce                      | Generalna Dyrekcja Dróg Krajowych i Autostrad | przystosowany do systemu zamkniętego | od 1 września 2014                    | |
| Gorzyce – granica państwa                 | Generalna Dyrekcja Dróg Krajowych i Autostrad | nieprzystosowany                     | od 1 września 2014                    | – |

## Eksploatacja
Pieczę nad autostradą sprawują lokalne oddziały Generalnej Dyrekcji Dróg Krajowych i Autostrad w:
- Gdańsku – odcinek na terenie województwa pomorskiego,
- Bydgoszczy – odcinek na terenie województwa kujawsko–pomorskiego,
- Łodzi – odcinek na terenie województwa łódzkiego,
- Katowicach – odcinek na terenie województwa śląskiego.

W ostatni weekend lipca 2012 po północnym odcinku A1 (Gdańsk – Toruń) przejechało 56 tysięcy pojazdów, a w ciągu całego miesiąca – 1,3 mln samochodów (wzrost o 70% w stosunku do lipca 2011). Miesiąc później średnie dobowe natężenie ruchu wynosiło 43 tysiące pojazdów (w I półroczu 2012 – 29 tysięcy). 26 lipca 2014 odcinek ten pokonało 63 tys. pojazdów, a 17 sierpnia 2014, po doraźnym zwolnieniu kierowców z opłat – 93 tysiące pojazdów. Kolejnymi rekordowymi dniami były 30 lipca 2016 – 90 tys. pojazdów, 8 sierpnia 2015 – 92 tys., 17 sierpnia 2015 – 93 tys. pojazdów oraz niepobity do tej pory rekord dzienny z 12 sierpnia 2017 – 101 tys. pojazdów.
W lipcu i sierpniu 2014 z A1 między Toruniem a Gdańskiem skorzystało ok. 3,5 mln pojazdów (wzrost o ponad 0,5 mln w stosunku do 2013), w 2015 – 4 mln, a w 2016 – 4,3 mln. Średnia dzienna ilość przejazdów wyniosła w 2014 r. 57 tys. pojazdów, podczas gdy rok wcześniej było ich o 14 proc. mniej. W 2015 średnia dobowa wzrosła do 67 tys., a w 2016 do 70,1 tys. pojazdów.
W ostatnim tygodniu sierpnia 2012 13% kierowców pokonało ten odcinek autostrady z prędkościami w granicach 150 do 255 km/h. W 2014 na odcinku tym zginęły 3 osoby, a w I połowie 2015 ranne zostały 44 osoby. Liczba wypadków na tym fragmencie A1 utrzymuje się na stałym poziomie 50-60 zdarzeń rocznie, a liczba kolizji spadła ze 782 w najgorszym pod tym względem roku 2017 do 603 w 2020.
W marcu 2020, w związku z pandemią koronawirusa COVID-19, autostradą przejechało 1 mln 120 tys. pojazdów, tj. o 28% mniej niż w roku 2019 (ponad 1,5 mln). W kwietniu ruch na autostradzie spadł w stosunku do roku poprzedniego o ponad 50 proc. Podczas majowego weekendu z trasy skorzystało tylko 72 tys. kierowców.
W 2020 roku z płatnego odcinka autostrady A1 skorzystało 17 873 557 pojazdów. Średnie dobowe natężenie wyniosło niecałe 49 tys. pojazdów i było o 14% mniejsze niż w roku 2019. W pierwszych latach funkcjonowania autostrady natężenie ruchu osiągało wielkość 12–13 mln pojazdów rocznie. Rekordową wartość 21 012 969 pojazdów osiągnęło w 2018 roku. Ogółem w latach 2011–2021 przejechało tędy 195 mln pojazdów.
W toku eksploatacji odcinka płatnego wzrósł udział pojazdów ciężarowych w ruchu między Gdańskiem i Toruniem z 11% w pierwszych latach funkcjonowania autostrady do 22% w 2021 roku. W 2021 z bezgotówkowych form płatności korzystało 73 proc. kierowców, co skróciło średni czas obsługi na bramkach z 13,5 sekundy w 2011 do 9 sekund w 2021, co zwiększyło przepustowość punktów poboru opłat o ok. 100 pojazdów na godzinę.
Zarządca koncesjonowanego odcinka realizuje działania minimalizujące wpływ drogi na środowisko. Na  Miejscu Obsługi Podróżnych Kleszczewko zamontowano kolektory słoneczne, w 2020 wprowadzono segregację odpadów na MOP Olsze, wiosną 2021 na węźle Stanisławie zasiano pierwszą łąkę kwietną w pasie autostrady. Sukcesywnie trwa modernizacja na oświetlenie LED.

## Historia budowy

### XX wiek: pierwsze plany, budowa „gierkówki” i obwodnicy Torunia
Autostrada A1 była przewidywana do realizacji w latach 60. XX wieku jako fragment Transeuropejskiej Autostrady Północ-Południe (TAPP), mającej w zamyśle łączyć Skandynawię z krajami basenu Morza Śródziemnego. W latach 1978–1989 wybudowano pierwszy (17,5 km) jej odcinek: Tuszyn – Piotrków Trybunalski.
Dwujezdniowa o przekroju czteropasowym (dwa pasy ruchu w każdą stronę) droga krajowa nr 1 na odcinku Piotrków Trybunalski – Częstochowa została wybudowana w latach 70. XX wieku po nowym śladzie, omijającym miejscowości, pominięto jednak budowę węzłów.
Wybudowana w latach 1992–1998 wschodnia obwodnica Torunia – przeprawa mostowo-drogowa przez Wisłę i Drwęcę, jedna jezdnia o dł. 10,7 km, przebudowana razem z dobudową jezdni zachodniej w latach 2008–2011. Po wybudowaniu wschodnia jezdnia autostrady oznaczona jako S10.
Na wydawanych w latach 90 XX w. mapach samochodowych zawierających planowane odcinki autostrad proponowany przebieg A1 w rejonie konurbacji górnośląskiej przedstawiano jako znacznie odmienny od obecnie istniejącego – z Częstochowy arteria miała biec w sąsiedztwie portu lotniczego w Pyrzowicach, na wschód od Wojkowic, krzyżować się z ówczesną drogą nr 4 w Będzinie, biec przez śródmieście Siemianowic Śląskich i Katowic, mając tam węzeł z ówcześnie planowaną A4, następnie odbić w kierunku południowo-zachodnim omijając Mikołów od zachodu i pomiędzy miejscowościami Łaziska Górne a Orzesze oraz zbliżyć się do Rybnika. Dalej w kierunku granicy polsko-czeskiej arteria biegnie obecnym śladem.

### 2005–2015: budowa kluczowych odcinków

#### Odcinek Nowe Marzy – Rusocin

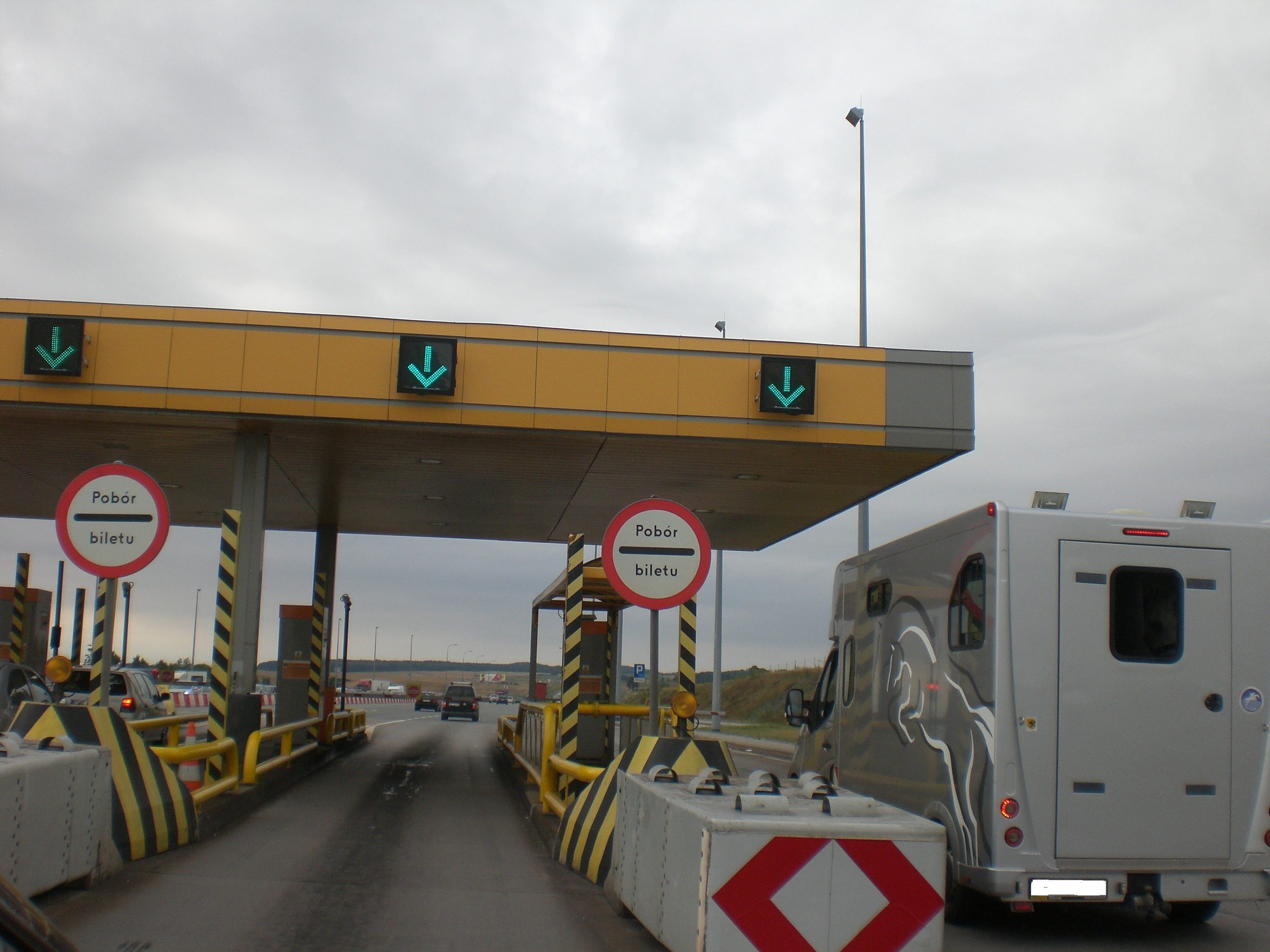
Punkt poboru opłat w Rusocinie, sierpień 2014

29 lipca 2005 koncesjonariusz, Gdańsk Transport Company S.A., rozpoczął budowę północnego odcinka autostrady Rusocin – Nowe Marzy o długości 89,5 km. Odcinek ten na całej długości budowany był w przekroju dwujezdniowym, czteropasmowym, z rezerwą na trzeci pas. Oddanie do ruchu całości budowanego odcinka nastąpiło dnia 17 października 2008.
22 grudnia 2007 został otwarty pierwszy, 25-kilometrowy odcinek autostrady w województwie pomorskim pomiędzy węzłem Rusocin (na skrzyżowaniu z obwodnicą Trójmiasta) a węzłem Swarożyn (skrzyżowanie z drogą krajową nr 22 w okolicach Tczewa).
17 października 2008 otwarto odcinek Swarożyn – Nowe Marzy (w okolicach Grudziądza).

#### Odcinek Toruń – Nowe Marzy

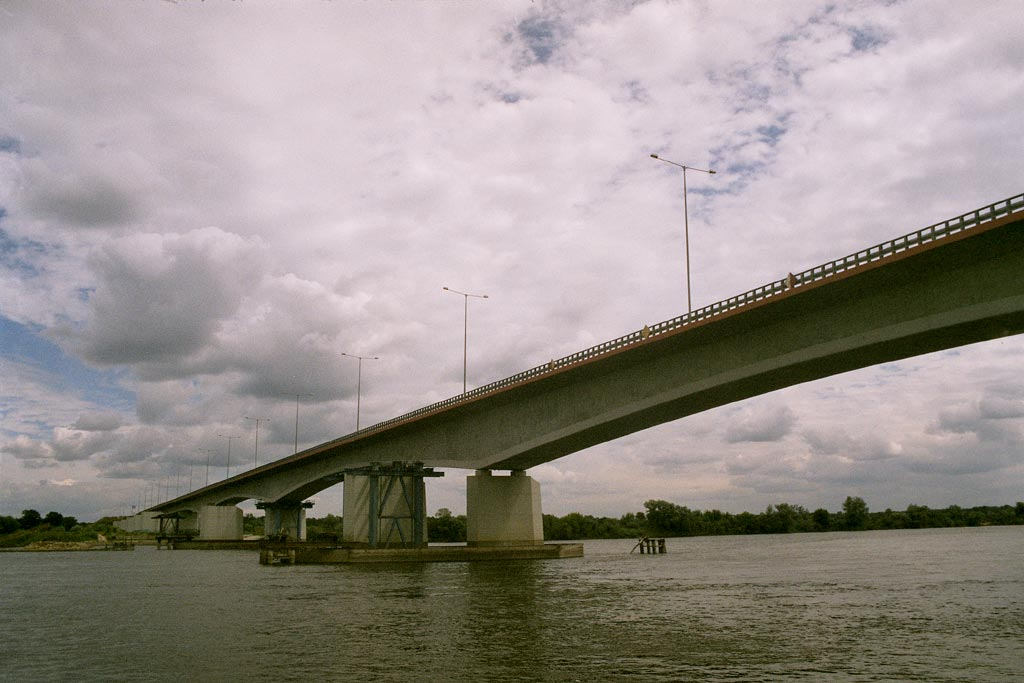
Most Armii Krajowej w ciągu obwodnicy Torunia przed budową drugiej jezdni

9 czerwca 2006 GDDKiA ogłosiła przetarg przyspieszony i już 9 sierpnia udzieliła zamówienia firmie Transprojekt Gdański Sp. z o.o. na przygotowanie w ciągu 14 miesięcy dokumentacji dla odcinka Nowe Marzy – Toruń-Południe (o dł. 62,42 km). Równolegle trwały prace projektowe prowadzone przez wyłonionego wcześniej koncesjonariusza tego odcinka, Gdańsk Transport Company (GTC SA). W styczniu 2007 minister Polaczek zadecydował o unieważnieniu koncesji GTC na budowę tego odcinka, argumentując, że tańsze będzie wybudowanie go przez GDDKiA. GTC odwołało się od tej decyzji i wygrało rozprawę w Wojewódzkim Sądzie Administracyjnym w Warszawie.
22 stycznia 2008 Ministerstwo Infrastruktury poinformowało, że rozpocznie negocjacje z GTC. Przedstawiciele GTC poinformowali, że najbardziej prawdopodobna data oddania do użytku tego odcinka to koniec 2011 roku.
24 sierpnia 2008 ruszyły budowa odcinka Nowe Marzy – Toruń-Południe (51,72 km nowej autostrady) oraz modernizacja drogi ekspresowej S10 – 10,7 km.
14 października 2011 oddano odcinek Grudziądz – Toruń-Południe, o długości 62 km, z zachodnią nitką Mostu Armii Krajowej pod Toruniem oraz mostem pod Grudziądzem.

#### Odcinek Gorzyczki – Sośnica
Październik 2005 – wojewoda śląski podpisał decyzję lokalizacyjną dla całego odcinka autostrady A1 w granicach województwa śląskiego.
16 listopada 2007 rozpoczęto budowę odcinka Świerklany – Gorzyczki o dł. 18,4 km. Wykonawcy: konsorcjum Alpine Meyreder Bau GmbH i Alpine Bau Deutschland. W grudniu 2009 kontrakt został zerwany przez GDDKiA z powodu niskiego zaawansowania prac.
23 grudnia 2009 oddany został odcinek Gliwice Sośnica – Bełk (w 2011 węzeł przemianowano na Rybnik). Jego budowa rozpoczęła się 26 marca 2007. 83% kosztów projektu, sięgających prawie 250 mln €, pokrył fundusz spójności Unii Europejskiej. Długość tego odcinka wynosi 15,5 km.
13 sierpnia 2010 GDDKiA rozstrzygnęła przetarg na dokończenie budowy autostrady A1 na odcinku Świerklany – Gorzyczki. Wybrano firmę Alpine Bau (z prawnego punktu widzenia inny podmiot gospodarczy niż pierwotny wykonawca).
6 września 2010 GDDKiA zerwała kontrakty (podpisane w czerwcu 2010 z ww. konsorcjami) z winy wykonawców.
1 października 2010 podpisano umowę na wykonanie Odcinka Świerklany – Gorzyczki. Odcinek miał być gotowy na wiosnę 2012, następnie termin przesunięto na lipiec 2012 roku, kolejny termin wyznaczono na sierpień 2013 r. Opóźnienie było związane z problemami przy budowie mostu w Mszanie.
15 grudnia 2010 oddano odcinek od węzła Bełk (obecnie węzeł Rybnik) do węzła Rowień (ob. Żory), o długości 7,5 km.
21 kwietnia 2011 oddano odcinek Żory – Świerklany, o długości 7 km. Pierwotny plan zakładał, że cały odcinek Rybnik (d. Bełk) – Świerklany zostanie oddany do użytku w listopadzie 2010 roku; powódź pokrzyżowała plany drogowców, gdyż plac budowy został zalany i na jego części nie można było prowadzić robót objętych kontraktem.
30 listopada 2012 oddano do użytku fragment Mszana – granica z Czechami w Gorzyczkach, o długości 11,1 km. (z jednoczesnym poprowadzeniem objazdów mostu w Mszanie drogami wojewódzkimi oraz dla samochodów ciężarowych drogą krajową nr 78 przez Wodzisław Śląski do Bogumina).
W maju 2013 roku firma Alpine Bau wycofała się z budowy mostu w Mszanie. Do dokończenia budowy wybrano firmę Intercor.
23 maja 2014 oddano do użytku fragment Świerklany – Mszana, o długości 7,2 km kończąc w ten sposób cały odcinek Gliwice – granica z Czechami. Formalna data zakończenia tej inwestycji to 17 lipca, jednakże dalsze prace wykonywane były przy odbywającym się ruchu.

#### Odcinek Sośnica – Pyrzowice

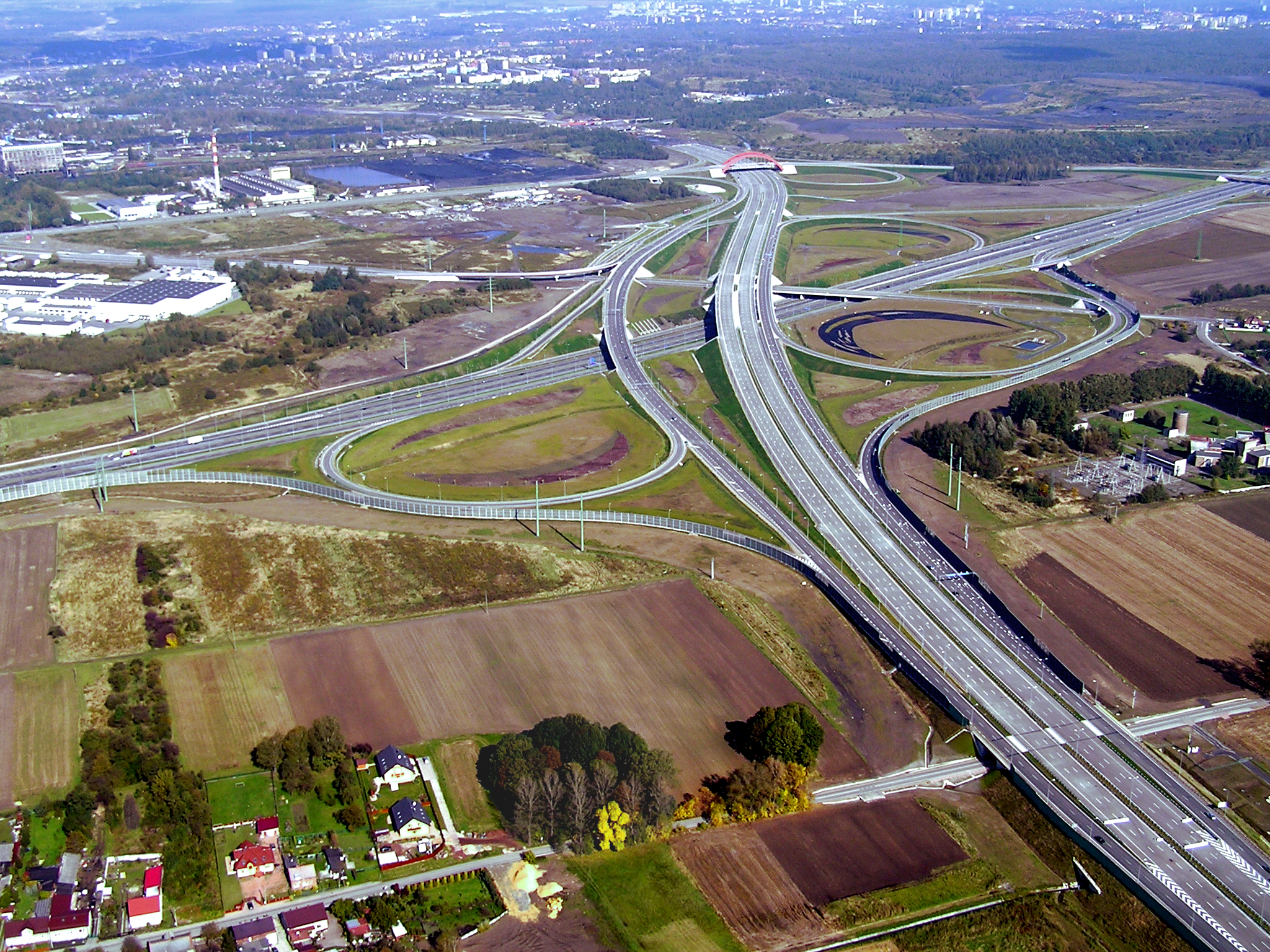
Węzeł autostradowy Gliwice Sośnica (skrzyżowanie A1 z A4), październik 2010; widok na północ

Na marzec 2009 zaplanowano wydanie pozwolenia na budowę kolejnego odcinka autostrady A1 z Gliwice Wschód do Piekar Śląskich oraz z Piekar do Pyrzowic. Ukończenie odcinków przewidziano na koniec 2011 roku.
27 lipca 2009 konsorcjum firm Budimex Dromex i Mostostal Warszawa podpisało umowę na zbudowanie liczącego ponad 16,1 km odcinka autostrady A1 między Pyrzowicami a Piekarami Śląskimi. Wykonanie robót zaplanowano do marca 2012 r., a koszt na blisko 1 mld 830 mln zł.
23 grudnia 2009 roku oddany został do użytku węzeł autostradowy Gliwice Sośnica budowany przez spółkę J&P Avax z Grecji. Jednak całość robót związanych z budową węzła została zakończona w lipcu 2010 roku. Umowę na przebudowę węzła podpisano 30 maja 2008.
30 września 2011 oddano odcinek Maciejów (węzeł Gliwice Wschód) – Gliwice Sośnica, o długości 6,017 km. Umowę na budowę tego odcinka podpisano 9 marca 2009. Wykonawcą było konsorcjum firm ze spółką Polimex-Mostostal na czele. Koszt budowy wyniósł 1,1 mld zł.
22 grudnia 2011 oddano odcinek Zabrze Północ – Gliwice Wschód, o długości 8,06 km.
29 maja 2012 firma Budimex uzyskała pozwolenie na użytkowanie 16-kilometrowego odcinka Pyrzowice – Piekary Śląskie. Odcinek Piekary Śląskie – Zabrze Północ zostanie dopuszczony do ruchu na początku czerwca, a wszelkie prace wykończeniowe tego odcinka zakończą się we wrześniu 2012 roku. 1 czerwca 2012 roku odcinek ten został otwarty.
1 czerwca 2012 – oddano odcinek Pyrzowice – Zabrze Północ, o długości 28 km.
17 października 2012 oddano z opóźnieniem węzeł Bytom, znajdujący się na odcinku Pyrzowice – Zabrze Północ.
Koszt realizacji odcinka Sośnica – Pyrzowice wyniósł 5 mld 859 mln zł, w tym dofinansowanie z UE 4 mld 652 mln zł.

#### Odcinek Stryków – Toruń

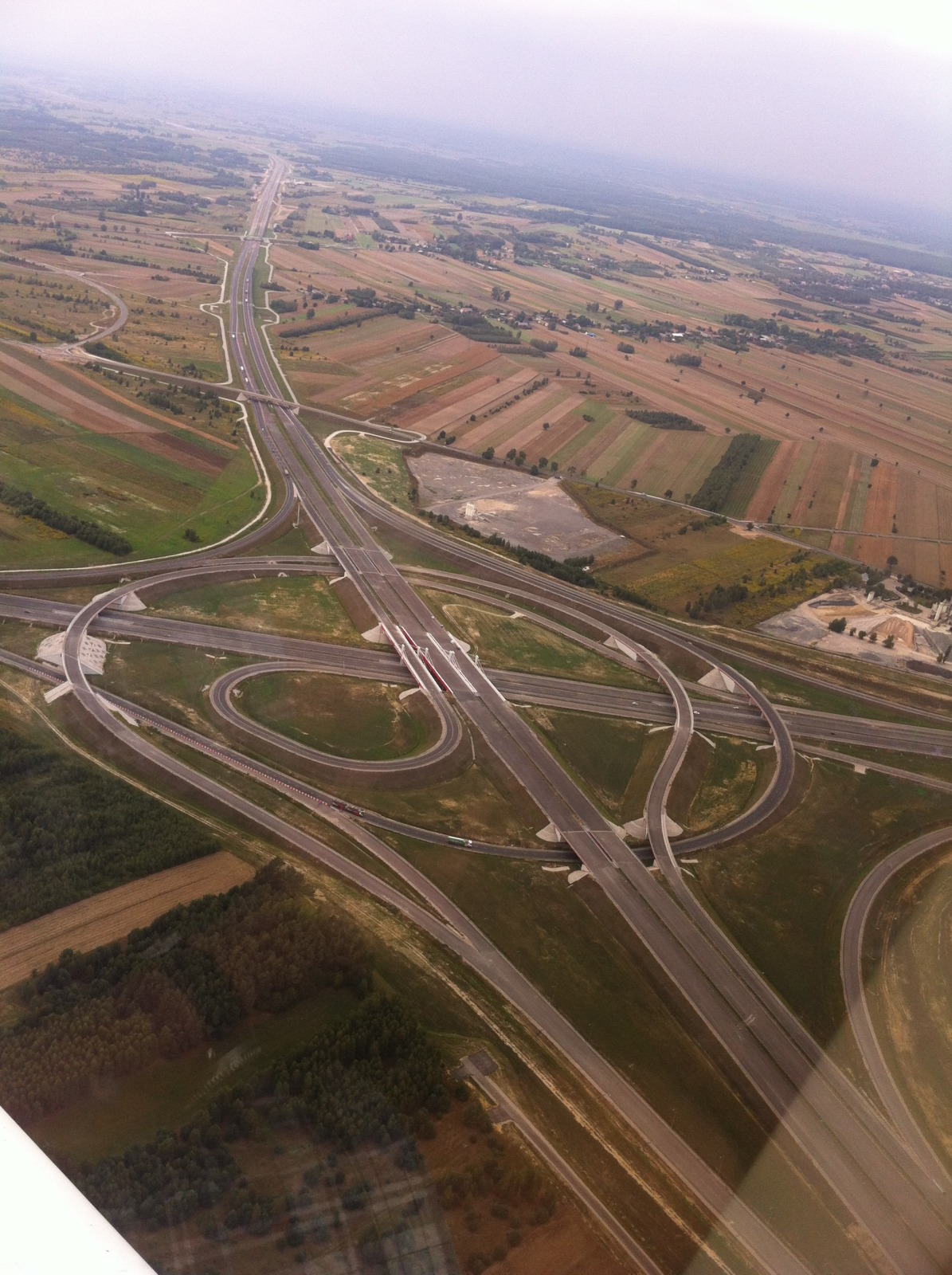
Węzeł Łódź-Północ (wrzesień 2012); widok w stronę Gdańska

22 grudnia 2008 otwarto jedną 3-kilometrową jezdnię na obwodnicy Strykowa (tymczasowy węzeł Stryków Płn. – Łódź Północ/Stryków I).
17 czerwca 2010 GDDKiA podpisała umowę z dwoma konsorcjami: PBG SA i SRB Civil Engineering Limited na wykonanie odcinka Toruń-Południe – Kowal o długości 64 km w rozbiciu na dwa etapy: Toruń-Południe – Włocławek-Północ oraz Włocławek-Północ – Kowal z terminem realizacji do września 2012.
13 listopada 2012 oddano do użytku fragment Kowal – Łódź Północ, którego budowę podzielono na następujące odcinki: Kowal – Kutno-Północ (29,8 km), Kutno-Północ – Kutno-Wschód (15,2 km), Kutno-Wschód – Piątek (9 km) i Piątek – Łódź-Północ (21 km).
3 kwietnia 2013 r. podpisano umowy z nowym wykonawcą, konsorcjum firm Salini, Impreglio i Przedsiębiorstwo Budowy Dróg i Mostów KOBYLARNIA S.A na budowę odcinka Toruń Płd. – Kowal, które miało 12 miesięcy na wykonanie prac. 21 grudnia oddano do użytku 44 km odcinka od węzła Toruń Południe do węzła Włocławek Zachód.
30 kwietnia 2014 r. oddano do użytku 20 km odcinka Włocławek Północ – Kowal. Od tej pory autostradą A1 można jechać jednym ciągiem z Łodzi do Gdańska. 30 kwietnia otwarto odcinek Włocławek Zachód – Kowal o długości 19,5 km.

#### Odcinek Tuszyn – Stryków

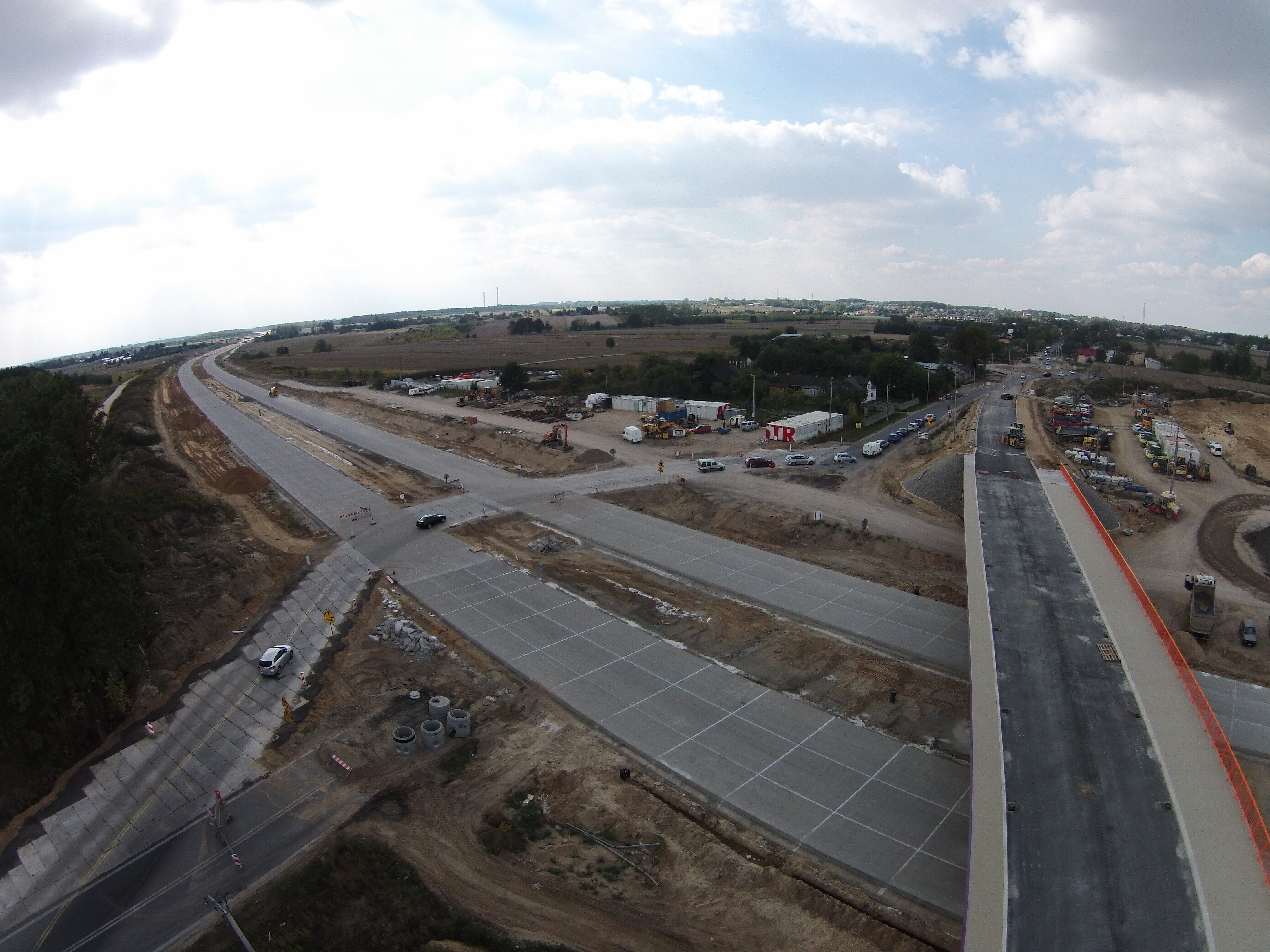
Budowa autostrady A1 w pobliżu węzła „Brzeziny” (skrzyżowanie z DK 72) we wrześniu 2015 r.

W maju 2010 – spośród 11 ofert – wybrano ofertę konsorcjum Polimex-Mostostal (odc. Łódź Północ – Tuszyn) w wysokości 1,15 mld złotych.
22 grudnia 2010 podpisano umowy ze zwycięzcą przetargu na odcinek węzeł Łódź Północ – węzeł Tuszyn; termin realizacji inwestycji planowany był na 32 miesiące – do III kw. 2014 r.
W kwietniu 2013 konsorcjum Polimex-Mostostal rozpoczęło prace budowlane na odcinku Łódź Północ – węzeł Tuszyn; potwierdzono wstępny termin zakończenia na sierpień 2014 r.
W styczniu 2014 r, GDDKiA poinformowała, że Polimex nie dokończy budowy odcinka węzeł Łódź Północ – węzeł Tuszyn oraz że wkrótce ma zostać ogłoszony przetarg na nowych wykonawców. W lutym tegoż roku ogłoszono trzy przetargi na dokończenie odcinka węzeł Łódź Północ – węzeł Tuszyn, w rezultacie zostaną podpisane trzy umowy na dokończenie budowy, o długości 14,15 km, 10,01 km oraz 13,13 km.
W sierpniu przetargi na budowę odcinka węzeł Łódź Północ – węzeł Tuszyn wygrały Mota-Engil oraz konsorcjum Strabagu i Budimeksu. Umowy podpisano: 30 września (na wykonanie odc. 3), 3 października 2014 (na odc.1) oraz 6 października (na odc. 2). Na wykonanie każdego z przedstawionych odcinków wykonawcy mieli 22 miesiące (wliczając okresy zimowe), tj. do lata 2016 r.
Oddany do użytku 1 lipca 2016 roku.

#### OdcinekTuszyn–Pyrzowice
Tuszyn – Pyrzowice. Długość odcinka: 121 km (podzielone na dwa etapy: Tuszyn – Częstochowa – 64 km, Częstochowa – Pyrzowice – 57 km).
- 9 września 2006 ukazała się wiadomość, że GDDKiA planuje wybudowanie 180-kilometrowego odcinka A1 Stryków – Pyrzowice w programie partnerstwa publiczno-prywatnego (niekoncesyjnego). W tym modelu państwo wnosi do spółek grunt, a prywatne firmy-partnerzy inwestycji (wyłonieni do listopada 2006) – pieniądze na inwestycję, którą również realizują. W ocenie ekspertów, prace przy budowie tego odcinka miałyby jednak nie zacząć się wcześniej niż wiosną 2009.
- GDDKiA poinformowała, że odcinek A1 Stryków – Częstochowa – Pyrzowice ma powstać w systemie koncesyjnym. Oznacza to, że przejazd fragmentem przebudowanej na autostradę drogi nr 1 ma być płatny.
- 22 stycznia 2009 GDDKiA podpisała umowę ze spółką Autostrada Południe S.A. na wykonanie 180 km odcinka Stryków – Pyrzowice. W harmonogramie realizacji założono zakończenie robót do 31 maja 2012 na odcinkach Stryków – Tuszyn oraz Tuszyn – Częstochowa. Natomiast na odcinku Częstochowa – Pyrzowice wykonawca otrzymał 60 miesięcy na ukończenie robót, a więc ten odcinek przeznaczono do otwarcia około roku 2014, o ile wykonawca nie ukończy go wcześniej z własnej inicjatywy. Całkowity koszt zaplanowano na poziomie ok. 7,5 mld zł (41,6 mln za kilometr)[83].
- Z powodów finansowych 23 stycznia 2010 prawa konsorcjum APSA do budowy i późniejszej eksploatacji odcinka wygasły[84]. Odcinek ma być budowany we własnym zakresie przez GDDKiA. Ze względu na konieczność poprawy projektów wykonanych przez Autostradę Południe budowa zostanie opóźniona[85].
- 22 lutego 2011 – Podpisanie umowy na zaprojektowanie 42,8 km autostrady A1 na odcinku granica województw łódzkiego i śląskiego – węzeł Zawodzie (z węzłem). Umowa opiewa na 7,17 mln zł, termin ukończenia to koniec kwietnia 2012. Wykonawcą jest firma Tebodin Poland Sp. z o.o.[86]
- 22 lutego 2011 – Podpisanie umowy na zaprojektowanie 31,9 km autostrady A1 na odcinku węzeł Zawodzie (bez węzła) – węzeł Pyrzowice (bez węzła). Umowa opiewa na 7,08 mln zł, termin ukończenia to koniec kwietnia 2012. Wykonawcą jest firma Mosty Katowice Sp. z o.o.[86]
- 24 lutego 2011 – Podpisanie umowy na zaprojektowanie 63,8 km autostrady A1 na odcinku Tuszyn – granica województw łódzkiego i śląskiego. Umowa opiewa na 11,64 mln zł, termin ukończenia to koniec kwietnia 2012. Wykonawcą jest konsorcjum składające się z firm: TRAKT (Polska), Sener (Polska), Sener Ingenieria Y Sistemas S.A. (Hiszpania)[86].
- 28 czerwca 2017 – planowana data ogłoszenia przetargu na budowę odcinka Tuszyn-Częstochowa. Inwestycja ma być finansowana ze środków Polityki Spójności Unii Europejskiej oraz Krajowego Funduszu Drogowego. Koszt 80-kilometrowego odcinka jest szacowany na 3 mld 600 mln zł. Odcinek między Piotrkowem Trybunalskim (węzeł z S12) a węzłem Częstochowa Północ miał być zbudowany w oparciu o formułę drogowej spółki specjalnego przeznaczenia (dssp).[6]

### 2015–2023: budowa autostrady z Pyrzowic do Piotrkowa Trybunalskiego

#### Odcinek Pyrzowice – Częstochowa
26 sierpnia 2015 – podpisanie umowy na budowę autostrady A1 na odcinku pomiędzy węzłami Woźniki (bez węzła) a Pyrzowice (bez węzła) (odcinek I). Wartość inwestycji wynosi 609,5 mln zł. Termin realizacji odcinka wynosi 30 miesięcy od podpisania umowy (z wyłączeniem okresów zimowych od 15 grudnia do 15 marca), planowane zakończenie budowy – listopad 2018 r.
31 sierpnia 2015 – podpisanie umowy na projekt i budowę autostrady A1 na odcinku pomiędzy węzłami Częstochowa Blachownia (bez węzła) a Częstochowa Południe (z węzłem) (odcinek G). Wartość inwestycji wynosi 219,38 mln zł. Termin realizacji odcinka wynosi 33 miesiące od podpisania umowy (z wyłączeniem okresów zimowych od 15 grudnia do 15 marca na etapie budowy – podczas projektowania są one włączone), planowane zakończenie budowy – listopad 2018 r.
12 października 2015 – podpisanie umowy na projekt i budowę autostrady A1 na odcinku pomiędzy węzłami Częstochowa Północ (z węzłem) a Częstochowa Blachownia (z węzłem) (odcinek F). Wartość inwestycji wynosi 703,28 mln zł. Termin realizacji odcinka wynosi 33 miesiące od podpisania umowy (z wyłączeniem okresów zimowych od 15 grudnia do 15 marca na etapie budowy – podczas projektowania są one włączone).
4 marca 2016 – podpisanie umowy na budowę autostrady A1 na odcinku pomiędzy węzłami Częstochowa Południe (bez węzła) a Woźniki (z węzłem) (odcinek H). Wartość inwestycji wynosi 574,4 mln zł. Termin realizacji odcinka wynosi 30 miesięcy od podpisania umowy (z wyłączeniem okresów zimowych od 15 grudnia do 15 marca), planowane zakończenie budowy – czerwiec 2019 r.
29 kwietnia 2019 – GDDKiA odstępuje od umowy na projekt i budowę odcinka Częstochowa Północ – Częstochowa Blachownia (odcinek F). Powodem odstąpienia jest prowadzenie, przez Generalnego Wykonawcę Salini Polska, kontraktów niezgodnie z zawartymi umowami, niewypełnianie zapisów dotyczących realizacji kontraktu w tym realizacji postępu robót zgodnego z harmonogramem oraz nieregulowanie płatności dla podwykonawców, usługodawców i dostawców materiałów.
24 lipca 2019 – podpisanie umowy z konsorcjum firm STRABAG Infrastruktura Południe z Wrocławia, BUDIMEX z Warszawy oraz BUDPOL z Częstochowy na „Kontynuację robót związanych z budową autostrady A1 na odcinku węzeł Rząsawa – węzeł Blachownia w zakresie robót zabezpieczających”. Wartość umowy to 434,401 mln zł. Wykonawcy mają czas na wykonanie prac zabezpieczających do 15 listopada 2019 r. Jednocześnie GDDKiA przygotowuje postępowanie przetargowe na dokończenie prac na tym odcinku A1. To zamówienie będzie obejmowało wykonanie zakresu niezbędnego do uzyskania decyzji na użytkowanie obiektu budowlanego, warunkującej udostępnienie tego odcinka autostrady.
2 sierpnia 2019 – oddanie do użytku odcinków H oraz I. Do czasu zakończenia budowy obwodnicy Częstochowy pojazdy ciężarowe o masie powyżej 12 ton nie mogą na węźle Częstochowa Południe kierować się w stronę miasta i drogi krajowej nr 1; wyznaczono objazd w ciągu drogi ekspresowej S1 do węzła Podwarpie z drogami nr 1 i 86.
23 grudnia 2019 – udostępnienie dla ruchu ciągu głównego obwodnicy Częstochowy (ukończonego odcinka F: Częstochowa Północ – Częstochowa Blachownia na zasadzie przejezdności oraz ukończonego wcześniej odcinka G: Częstochowa Blachownia – Częstochowa Południe, który nie mógł być eksploatowany ze względu na brak węzła, który mógłby obsłużyć jego ruch). Prace na odcinku F wciąż trwają i zakończą się najwcześniej w II kwartale 2020 roku, więc obowiązują tymczasowe ograniczenia ruchu do 80 km/h. 15 lutego 2020 roku udostępniono kierowcom węzeł Częstochowa Jasna Góra na skrzyżowaniu z drogą krajową nr 43. 10 czerwca 2020 udostępniono węzeł Częstochowa Blachownia.
Od 30 grudnia 2021, na całej długości budowanych i przebudowywanych odcinków dostępne są co najmniej po 2 pasy ruchu w każdą stronę, bez skrzyżowań w jednym poziomie.
24 czerwca 2022 oddano do użytku kierowcom dwie jezdnie autostrady na całości odcinków: A, C(przejezdność), D i E. 24 listopada 2022 oddano zaś do użytku odcinek B, jednak na zasadzie przejezdności, gdyż wciąż trwało usuwanie pozostałości po czasowej organizacji ruchu, prace porządkowe oraz nanoszenie ostatecznego oznakowania poziomego. Cała inwestycja zakończyła się 20 kwietnia 2023.

#### Odcinek Tuszyn - Częstochowa Północ
| Odcinek/węzeł | Odcinek/węzeł                                                                    | Długość  | Data podpisania umowy | Lata budowy                     | Koszty budowy [mln zł] | Termin realizacji                  | Oddanie do eksploatacji                              |
| ------------- | -------------------------------------------------------------------------------- | -------- | --------------------- | ------------------------------- | ---------------------- | ---------------------------------- | ---------------------------------------------------- |
| A             | przebudowa odcinka Tuszyn (bez węzła) – Piotrków Trybunalski Południe (z węzłem) | 15,8 km  | 30 lipca 2018         | 1978–1989; przebudowa 2019–2021 | 478,87                 | 39 miesięcy (do maja 2022)         | 24 czerwca 2022                                      |
| B             | Piotrków Trybunalski Południe (bez węzła) – Kamieńsk (z węzłem)                  | 24,2 km  | 18 kwietnia 2019      | 2019–2022                       | 857                    | 35 miesięcy (do października 2022) | kwiecień 2023 (uroczyste otwarcie nastąpiło 12 maja) |
| C             | Kamieńsk (bez węzła) – Radomsko (z węzłem)                                       | 16,7 km  | 13 września 2018      | 2019–2021                       | 573,1                  | 32 miesiące (do listopada 2021)    | lipiec 2022                                          |
| D             | Radomsko (bez węzła) – granica województw łódzkiego i śląskiego                  | 7 km     | 30 sierpnia 2018      | 2019–2021                       | 338,25                 | 32 miesiące (do października 2021) | 24 czerwca 2022                                      |
| E             | granica woj. łódzkiego i śląskiego – Częstochowa Północ (bez węzła)              | 016,7 km | 23 lipca 2018         | 2019–2022                       | 596,5                  | 35 miesięcy (do lipca 2022)        | 24 czerwca 2022                                      |